# Lijst van schepen uit Roodbaard
Dit is een lijst van (fictieve) schepen uit de stripreeks Roodbaard van Jean-Michel Charlier en Victor Hubinon.

## Franse schepen

Pavillon royal de France

- Zwarte Valk, de naam van verschillende schepen van piratenkapitein Roodbaard.
- Belle Jeanne, het door Erik aan de westkust van Afrika geredde schip (albums #3, #18)
- Spotvogel, schip dat de lonen voor de overzeese gebieden moest bezorgen maar werd voor de kust van Mauritanië overvallen door Moorse piraten en door Erik werd opgeblazen. (album #3)
- Oceaan, oorlogsgalei uit Toulon. (album #4)
- Volharding, het schip dat Morales in Saint-Malo kocht om de Zwarte Valk te achtervolgen en door Roodbaard op Dodemanseiland werd vernietigd. (album #6)
- Marie Galante, driemaster waarmee Roodbaard Morales achtervolgde naar Dodemanseiland, waar hij het aan Erik gaf en zelf de Zwarte Valk weer in bezit nam. Erik liet het schip later in brand steken als onderdeel van een list om een Spaans oorlogsschip buit te maken.(albums #6, #7, #8)
- Whisper, kotter van Roodbaard die wordt gebruikt voor verkenning. (album #8)
- Zeeduivel, het schip van piratenhoofdman Stark le Noir, dat door toedoen van Roodbaard in de Everglades aan de grond loopt. (albums #9, #10)
- Sperwer, de nieuwe naam van Eriks schip de See-Adler, oorspronkelijk het Spaanse oorlogsschip San Ildefonso. (albums #11, #12, #13, #14)
- Bruinvis, koopvaardijschip dat schijnbaar door Roodbaard in brand werd gestoken. (album #13)
- Vaillant, koopvaardijschip dat schijnbaar door Roodbaard in brand werd gestoken. Het schip werd met het ruim vol lijken ontdekt door Eriks schip Sperwer. (album #13)
- Havrais, schip dat wordt overvallen door de Moorse piratenkapitein Khayr-el-Djaïr, waarbij Caroline de Murators gevangen wordt genomen. (album #14)
- La Rose, La Joyeuse, La Glorieuse, door de Engelsen in de Indische Oceaan veroverde schepen. (album #25)
- Seigneloy, door Anne Levasseur veroverde brigantijn. (album #28)
- La Vive, door Anne Levasseur veroverd koopvaardijschip. (album #28)
- Le Cerf Volant (Het Vliegend Hert), door Erik veroverde Spaanse brik. (albums #29, #30)
- Sans Souci, piratenschip van de Slemper uit de Cayemites. (album #29)
- Licorne, piratenschip uit Saint-Malo dat aan de "Côte de Fer " van Schildpadeiland vergaat. (album #29)
- Dauphin, schip van Erik uit La Rochelle. (albums #32, #33)

## Spaanse schepen

Armada, 1701

- Sao Paolo, door Roodbaard veroverd schip waarbij alle bemanningsleden werden afgeslacht. (album #2)
- San Ildefonso, groot oorlogsschip uit Cádiz dat door Erik werd veroverd en omgedoopt tot See-Adler. (album #8)
- Santa Barbara, vermolmd schip dat door Erik in de havenmonding van Barbuda tot zinken werd gebracht om het Engels-Spaans-Hollandse eskader dat Roodbaards basis op Duivelseiland moest vernietigen op te sluiten. (album #9)
- Cruz del Sul, slavenhaler onder leiding van kapitein Alvaredo. Het schip werd door Erik veroverd en verkocht in Lissabon. (album #18)
- San Cristóbal, gezonken vlaggenschip van de zilvervloot, waarvan de lading door Roodbaard vóór zijn tijd als piraat geborgen werd. (album #18)
- Valk, het schip dat Don Jorge aan Roodbaard ter beschikking stelde tijdens de zoektocht naar het gezonken zilverschip San Cristóbal. (album #18)
- San Juan, galjoen met meer dan 100 kanonnen dat met een list door Roodbaard veroverd werd. (album #18)
- Estrella, zilverschip uit Vera Cruz dat door Roodbaard veroverd werd. (album #18)
- Reina Isabel, door Roodbaard veroverd goudschip. (album #22)
- San Isidro, Spaans goudschip. (album #22)
- San Iago, schip van kapitein Garcia y Pena. (albums #29, #30)
- Tijalva, het nieuwe schip van kapitein Garcia y Pena. (album #30)

## Engelse schepen

Civil Ensign van UK

- Bloodhunt, het schip van de piraat Henry Morgan, dat verging na een botsing met de Zwarte Valk. (album #5)
- Royal Oak, het vlaggenschip van het Engels-Spaans-Hollandse eskader dat werd samengesteld om Roodbaards basis op Duivelseiland te vernietigen. (album #9)
- Triton, fregat dat zwaar beschadigd werd door de plotselinge aanval van de Sperwer. (album #11)
- Mercury, fregat dat deel uitmaakte van de blokkade van de Mississippi en later Fort-de-France. (album #11)
- Achilleus, fregat met 110 kanonnen en duizend bemanningsleden dat deel uitmaakte van de blokkade van de Mississippi en bij Fort-de-France tot zinken werd gebracht door de door Erik in een brander veranderde Blue Oak. (album #11)
- Blue Oak, bewapende vrachtvaarder die door Erik werd veroverd en als brander werd ingezet tegen de Achilleus. (album #11)
- Exeter, door Roodbaard veroverd koopvaardijschip, uiteindelijk met de Indische zeerovers opgeblazen. (album #25)
- Dover, korvet dat in de Golf van Oman een Frans schip verovert. (album #26)
- Cornwall, fregat van commodore Wallis dat Robert Clive vervoert. (album #26)
- King, piratenschip van Francis "de Duivel" Talbot. (album #31)

## Andere schepen
- See-Adler, een Hanzeschip uit Lübeck, oorspronkelijk het Spaanse oorlogsschip San Ildefonso. (album #9)
- Valk, tijdelijke schuilnaam van de Sperwer, voorheen de San Ildefonso en See-Adler. Overigens heette het schip waarmee een nog jonge Roodbaard naar het zilverschip San Cristóbal zocht ook Valk. (albums #11, #18)
- Bahadour, Turkse dromon die elk jaar de geschenken voor de Sultan ophaalt. (albums #16, #19)
- Hurricane, kotter van Morgan, die door Erik wordt gestolen. (album #20)
- Perzische jonk, geweldige naamloze vijfmaster die prinses Sabriz vervoert. (album #26)
- Genadeloos, piratenschip van Anne Levasseur. (album #28)